# Keles
La competició keles era una cursa entre poltres muntats per genets.